# Vestido Ascot de My Fair Lady
El vestido Ascot de My Fair Lady (en inglés: My Fair Lady Ascot dress) es un traje que la actriz Audrey Hepburn lució en la película My Fair Lady (1964).

## Historia

### Contexto
Basada en el musical My Fair Lady (inspirado a su vez en la obra de teatro Pigmalión de George Bernard Shaw), en principio se creía que la versión fílmica sería protagonizada por Julie Andrews, quien había dado vida al personaje de Eliza Doolittle en el musical durante sus 2717 representaciones en Broadway y Londres entre 1956 y 1962; no obstante, pese a las grandes cualidades vocales de Andrews, la actriz sería finalmente descartada por ser en aquel entonces desconocida en la industria del cine, lo que a ojos de los directivos de la Warner Bros. podía poner en peligro el éxito en taquilla. En consecuencia, se barajaron varias candidatas, entre ellas actrices tan reconocidas como Vanessa Redgrave, Leslie Caron, Shirley Jones, Angela Lansbury y Elizabeth Taylor; todas ellas, al parecer, pactaron rechazar el papel en un gesto de solidaridad con Andrews, a quien consideraban la mejor y más justa opción para encarnar a Doolittle. Sin embargo, Taylor rompería este supuesto pacto al anunciar que participaría en el filme, lo que llevó a Audrey Hepburn, quien ya había rechazado el papel pese a la insistencia de Jack Warner, a aceptarlo dado que consideraba que Taylor no daba el perfil para interpretar a un personaje tan cándido e inocente como Doolittle. Esta elección despertaría las críticas del público y de la prensa, quienes al igual que Alan Jay Lerner (productor del musical junto a Frederick Loewe), consideraban que Andrews debía ser la protagonista de la película, si bien los estudios se mantuvieron firmes en su decisión incluso cuando se filtró a los medios de comunicación que Hepburn sería doblada en las canciones por Marni Nixon, hecho que indignó a la actriz, quien ya había cantado en Sabrina (1954), Funny Face (1957) y Breakfast at Tiffany's (1961).

### Creación
El vestuario de la película corrió a cargo de Cecil Beaton, autor del guardarropa del musical. Beaton, quien diseñó más de 1000 trajes para el filme, tuvo varios conflictos con el director, George Cukor, debido a que los dos tenían personalidades fuertes, estableciéndose entre ambos una lucha de egos; por un lado, Beaton estaba a favor de elaborar atuendos extravagantes, mientras que por otro, Cukor deseaba que el guardarropa de la película fuese más modesto y acorde a la década de 1910, época en la que está ambientado el filme. A este inconveniente se sumaba el hecho de que Beaton no fue elegido por los estudios; Warner, quien había comprado los derechos del musical para su adaptación, se vio obligado con dicha compra a aceptar como responsable de vestuario al diseñador, cuya costumbre de tomar fotografías del elenco en el set provocó retrasos en la filmación que incrementaron la antipatía de Cukor hacia Beaton (la tensión entre ambos llegó a su punto álgido cuando el director prohibió la entrada del diseñador al set, lo que llevaría a Beaton a intentar renunciar al proyecto, abandonando la producción antes de lo previsto). Para la escena de las carreras de caballos de Ascot, la más icónica de la película, se contó con alrededor de 400 extras ataviados con prendas inspiradas en la moda de principios del siglo xx aunque altamente influenciadas por la alta costura de los años 1960, con predominio de tonalidades blancas y grises. Para la confección de estos vestidos, Beaton se inspiró en el Ascot negro de 1910, el cual tuvo lugar poco después de la muerte del rey Eduardo VII, lo que causó efecto en la indumentaria de los asistentes ya que todos vestían de negro o de blanco y negro en señal de luto. A mayores, se cree que el diseñador se vio influenciado por Lucy Duff-Gordon y Paul Poiret, sobre todo por el estilo «pantalla de lámpara» de este último, popularizado en 1911, existiendo a su vez la posibilidad de que para el atuendo de Hepburn se inspirase en un vestido que Mae West lució en She Done Him Wrong (1933).

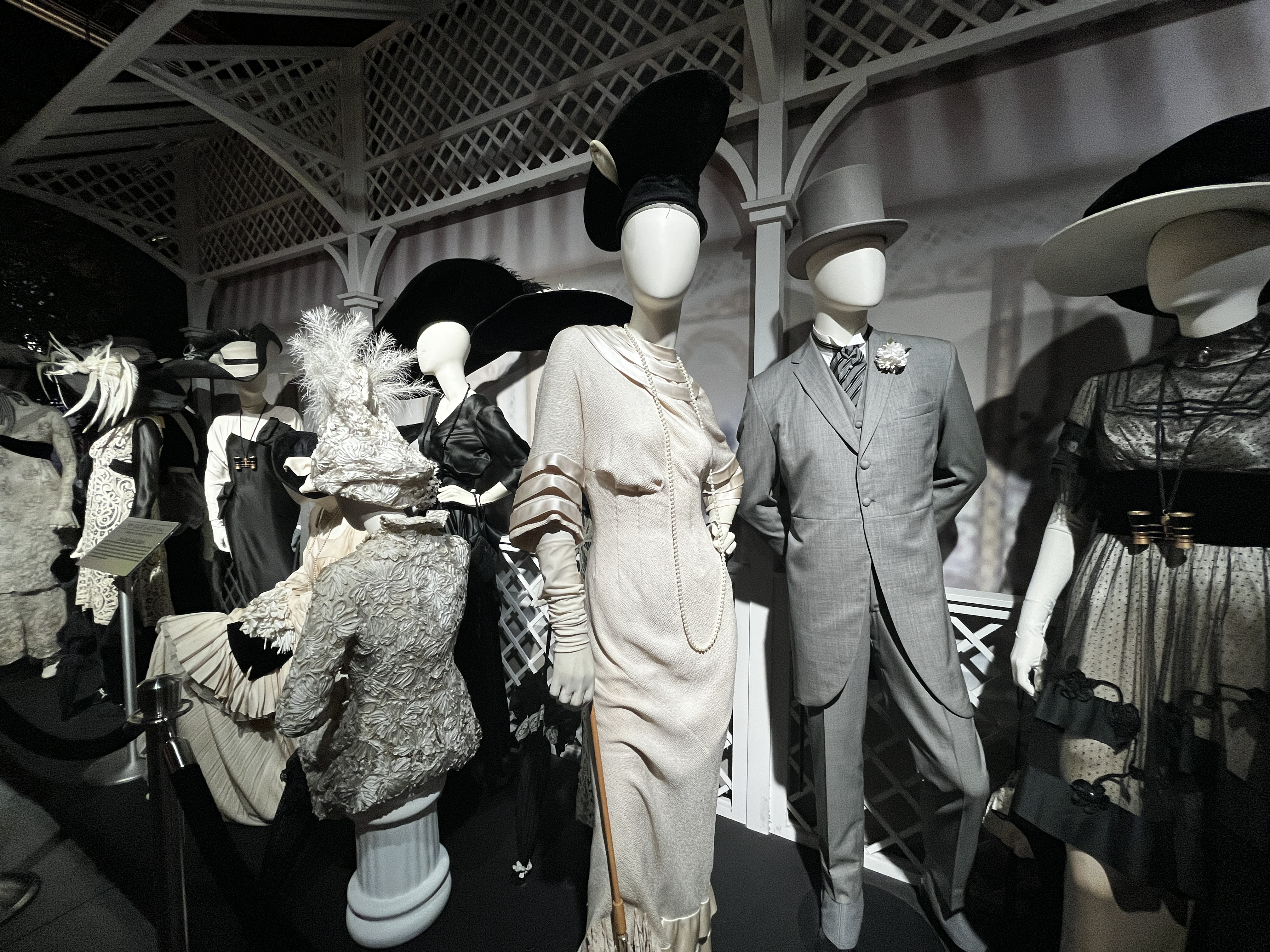
Trajes de la escena de las carreras de Ascot de My Fair Lady en los estudios Warner Bros. (2022).

De acuerdo con Turner Classic Movies: «Cuando Hepburn llegó al estudio para su primer encuentro con Cecil Beaton, estaba tan impresionada con sus vestidos que insistió en probarse muchos de los trajes de los extras, quejándose de que Eliza no tenía suficientes vestidos bonitos. Como resultado, Beaton acordó con Warner pasar dos días fotografiándola en la mayoría de los trajes femeninos». Con el fin de reproducir la escena de las carreras de caballos, la más cara del filme, Beaton, quien posteriormente se convertiría en fotógrafo oficial de la familia real británica (llevaba décadas capturando la elegancia de las clases altas inglesas), confeccionó alrededor de 400 vestidos y sombreros, interviniendo a su vez un total de 26 maquilladores, 37 peluqueras y 17 modistas, todo ello planificado en función de los movimientos de la Gavota. El atuendo de Hepburn, el cual estaba destinado a transformar a su personaje al estilo de La Cenicienta para su debut en sociedad, causó un gran agrado en la actriz, quien declararía lo siguiente: «Cuando me lo iban a poner me di cuenta de que era el vestido más maravilloso de mi trayectoria. [...] Ciertamente los diseñadores de vestuario hacen a los actores y actrices. Cuando me puse el vestido blanco y negro para la escena de Ascot, sentí que solo necesitaba levantar la mirada bajo mi enorme sombrero y saldrían las refinadas palabras de George Bernard Shaw y Alan Jay Lerner». Por su parte, Beaton diría lo siguiente sobre Hepburn después de verla con el traje: «Audrey Hepburn es como una pintura de Modigliani, donde las diversas distorsiones no solo son interesantes sino que crean una imagen completamente satisfactoria, como la artista natural que es Audrey Hepburn, audaz y segura de sus efectos».
Para recrear un atuendo que fuese históricamente fiel, Beaton, quien ya en 1930 escribiera un artículo para la revista Vogue titulado Los Ascots del Pasado,: 266  preguntó a su madre sobre su guardarropa a comienzos del siglo xx, escribiendo también a su amiga Diana Cooper para cuestionarle acerca de qué tipo de prendas solía llevar a Ascot su madre, Violet Lindsay, duquesa de Rutland. De acuerdo con Cooper:

Ciertamente crema. Un sombrero de paja recortado, por supuesto, por ella misma, con pequeños trozos de pechuga de pájaro y/o cinta en rosa sucio, ancha y bastante poco profunda debido al mango trasero griego, y la franja Sarah B. en el frente. No creo que alguna vez pusiese un pie en una sombrerería. Se habría vestido a partir de ropa vieja de armario con falda crema hasta el suelo, y camisa crema, y bufandas de encaje alrededor del cuello sostenidas con broches de pasta, una tortuga en esmalte y una hoja de laurel. Toda la bolsa de trapo camuflada por una démodé, alguna vez buena, de tres cuartos de longitud en beige, encaje o brocado, heredada de la hermana Marjorie, tal vez. Buenos guantes de gamuza (beige y largos). Zapatos de tacón muy alto que esperaba no se vieran. Parasol, por supuesto.: 39–40 

En lo relativo al sombrero de ala ancha que remataba el conjunto, Beaton registró un contratiempo ocurrido el 2 de julio de 1963 durante una prueba:

Audrey, absorta en sus clases de canto toda la mañana, aún no había almorzado a las 3:30. Naturalmente, estaba algo cansada, aunque la dulzura y la paciencia se hicieron patentes cuando tuvo que someterse a una larga y bastante difícil prueba de su sombrero Ascot. Leah [Barnes] sabía que el sombrero no era de cady, pero queríamos ver el efecto general, con manguito y sombrilla. De hecho, el sombrero no era el adecuado, y fue poco a poco, y con muchas muestras de exasperación por parte de Assam, el yorkshire terrier de Audrey, que logramos convertirlo en un sombrero atractivo pero también peligroso de llevar, de modo que cuando Eliza se sobreexcita durante la carrera, toda la construcción, con sus lazos y amapolas, se tambalea.: 62–63 

En lo tocante al decorado de la escena, Beaton se basó principalmente en una carpa diseñada para el filme Ana Karenina (1935) así como en una marquesina creada para un baile social en 1959;: 267  la escenografía se mimetizaba perfectamente con el vestuario de los extras, en su mayoría de color blanco, negro y gris, creando de esta forma un fuerte contraste con el atuendo de Hepburn, cuyas pequeñas notas de color permitían que su personaje destacase sobre todos los demás.

### Paradero

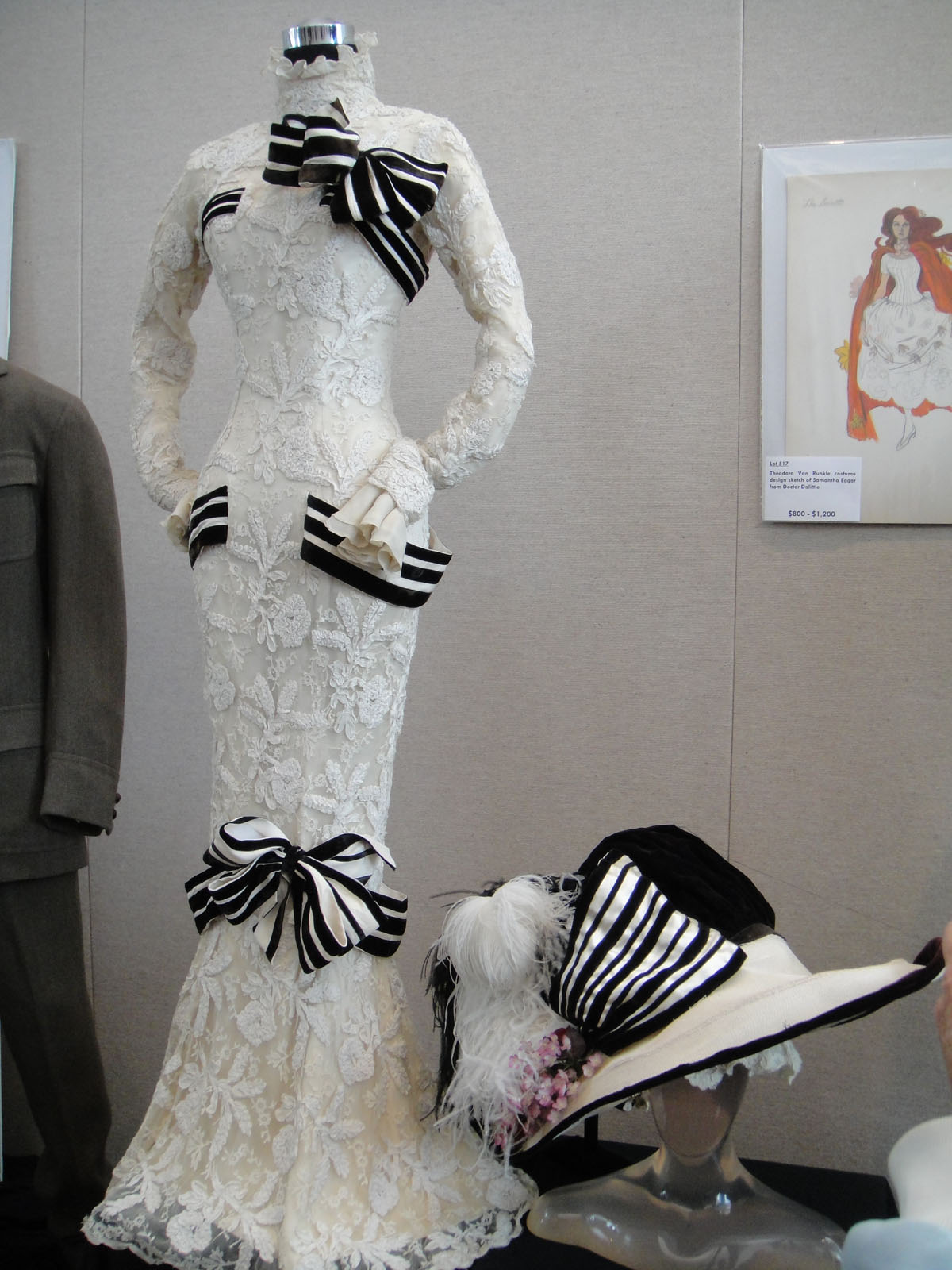
El vestido Ascot de My Fair Lady en el Paley Center for Media de Beverly Hills durante la subasta de Debbie Reynolds en 2011.

A diferencia de otras prendas icónicas del cine, como el vestido de Glinda, el vestido Letty Lynton y el vestido Cheek to Cheek (presumiblemente perdidos), el vestido de My Fair Lady ha logrado conservarse. Mostrado en la exposición Romantic and Glamorous Hollywood Design, celebrada en el Museo Metropolitano de Arte de Nueva York del 21 de noviembre de 1974 al 9 de enero de 1975, en 2008 la actriz Debbie Reynolds lo compró en una subasta de Profiles in History por $100 000 para incorporarlo a su colección de objetos del cine poco antes de su exhibición en Pigeon Forge (Tennessee); de acuerdo con la actriz: «El vestido había sido robado, pero alguien se adelantó. [Los estudios] Warner eran los propietarios pero dijeron que no querían molestarse en pelear en los tribunales». Al parecer, todos los atuendos de la película fueron robados en una fecha indeterminada, adquiriendo eventualmente Todd Fisher, hijo de Reynolds, el traje de tres piezas que Rex Harrison lució en la escena de Ascot, a lo que su madre respondió que «fue una tontería, no tiene valor sin el vestido de Audrey» (es posible que Fisher comprase el traje en noviembre de 2003, fecha en la que el mismo figura como vendido en una subasta por Julien's Auctions y Odyssey Auctions); finalmente el vestido de Hepburn sería vendido mediante subasta por $100 000 para decepción de Fisher, quien se había puesto en contacto con el hijo mayor de Hepburn, Sean Ferrer, para que le ayudase a comprarlo. Según Fisher, poco después recibió una llamada en la que se le informó de que el mayor postor había cambiado de idea, ofreciéndosele la prenda por la misma cantidad por la que había sido subastada, si bien Fisher la rechazó argumentando que el precio era demasiado elevado, aunque se terminaría llegando a un acuerdo en virtud del cual Fisher adquirió el atuendo por $15 000 más algunos vestidos de menor valor de la colección de Reynolds, lo que contradice la versión dada por la actriz acerca de cómo se hizo con el traje.
Independientemente de la forma en la que el atuendo llegó a las manos de Reynolds, hay constancia de que este vestido fue la última adquisición que se hizo para su colección, originalmente reunida en el Hollywood Motion Picture Museum, organización fundada en 1972 y localizada en el Debbie Reynolds Hotel & Casino, en Las Vegas, hasta su bancarrota en 1997, tras lo cual sería reubicada en Pigeon Forge, cerca de Dollywood, donde permaneció desde 2008 hasta 2011, año en que cerró definitivamente por problemas financieros, siendo la colección sacada a subasta ese mismo año. El atuendo fue vendido como el lote 506 por Profiles in History en la primera parte de la subasta, celebrada el 18 de junio de 2011; con un valor estimado en entre $200 000 y $300 000,: 266–267  el traje, junto con el sombrero que lo acompañaba, fue vendido finalmente por $3 700 000 ($4 400 000 sumando la comisión de la casa de subastas), lo que lo convirtió en la segunda pieza más cara jamás vendida por Profiles in History. Además de este atuendo, se vendió en la misma subasta el traje que Harrison lució en la escena de las carreras, subastando Profiles in History en 2016 uno de los vestidos de la escena del baile en la embajada, mientras que en 2015 Julien's Auctions vendió por $1280 uno de los trajes del musical. El vestido Ascot permanece en paradero desconocido desde la subasta de Reynolds, si bien en julio de 2017 se informó que el atuendo se encontraba expuesto en O Museum in The Mansion, en Washington D. C. Esta institución, fundada en 1998, anunció a través de redes sociales en marzo de 2021 que el traje que tenía en su poder era auténtico y se hallaba disponible para su compra en la página web del organismo, aunque la prenda ya llevaba a la venta desde al menos 2018 por $150 000; se sabe que este atuendo aún se encontraba en las dependencias del museo en febrero de 2025, existiendo una fotografía publicada en noviembre de 2022 en la que el actor Matthew Gray Gubler figura posando junto al vestido. Sin embargo, el traje conservado en el museo no es auténtico ya que los bordados, la posición de los lazos y el largo de la falda no se corresponden con los del atuendo de la película, lo que a su vez explica que el mismo se pusiese a la venta por menos del 4% del precio por el que se subastó el original en 2011.
Hasta su robo y posterior adquisición por parte de Reynolds o Fisher, el traje pudo haber corrido con la misma suerte que otras prendas icónicas del cine, pues se podría haber reutilizado para otros filmes y haberse desgastado con el uso, lo que podría haber llevado a que el atuendo fuese tirado a la basura sin saberse siquiera en qué películas había aparecido, aunque un deficiente almacenaje podría haber deteriorado igualmente la prenda (las perchas de madera, conocidas por su alto contenido en ácido, solían provocar que los vestidos se desgarrasen en la zona de los hombros). Por otro lado, pudo haber corrido el riesgo de ser modificado para su uso en otros filmes, lo que habría causado la pérdida parcial del traje a la par que una considerable reducción de valor a nivel artístico e histórico. La modificación de prendas en la industria del cine para su reciclaje ya era habitual entonces e incluso antes, destacando el caso de tres vestidos facturados por Gilbert Adrian: el traje de chifón de Greta Garbo en Camille (1936), completamente modificado para Joan Fontaine en Rebecca (1940); el vestido de Glinda, originalmente lucido por Jeanette MacDonald en San Francisco (1936) y severamente modificado para Billie Burke en El mago de Oz (1939); y otro traje de MacDonald de la misma película, levemente alterado para Gracie Allen en Honolulu (1939). El traje estuvo en paradero desconocido durante años al igual que el resto del vestuario del filme debido a su robo, una práctica que ha afectado a numerosas prendas cinematográficas a lo largo del tiempo. Durante muchos años los estudios no tuvieron ningún tipo de cuidado con los trajes, accesorios, guiones y demás elementos vinculados a las películas que producían, sin ser conscientes del alto valor que acabarían teniendo en el futuro (a menudo los empleados se llevaban estos objetos como recuerdo sin permiso, sabedores de que a los directivos no les importaba esta sustracción de material). Irónicamente, el robo del atuendo impidió por una parte que se desgastase con su reciclaje para otros filmes, mientras que por otra evitó que fuese modificado, lo que habría provocado una pérdida irreparable, aunque cabe destacar que el vestido podría haber corrido igualmente el riesgo de desaparecer en caso de no haber sido almacenado en condiciones óptimas para su conservación.

## Descripción
El traje, inspirado en la ropa de comienzos del siglo xx (concretamente en la era eduardiana), posee una silueta influenciada por la moda parisina de la década de 1920 así como por la estética imperante en los años 1960; de corte sirena y larga cola, se halla tan ceñido al cuerpo que el mismo resultaría demasiado revelador incluso para los estándares actuales de Ascot, caracterizados por su estricto código de etiqueta. El vestido se compone de una prenda interior elaborada a base de lino y seda, con cierre de cremallera en la espalda y enteramente cubierta de fino encaje bordado a mano con un delicado motivo floral. La prenda, de cuello alto, manga larga y puños fruncidos, se halla adornada a la altura de las caderas con una cinta de terciopelo conformada por tres bandas negras y tres blancas, luciendo un gran lazo del mismo estilo en la zona izquierda del busto y en la rodilla izquierda. Por su parte, el interior del puño izquierdo alberga una etiqueta al bies la cual cuenta con una inscripción en tinta azul, desteñida por el paso del tiempo: «814 10-4 W. Bros.». Originalmente contaba como accesorios con un par de guantes blancos, una sombrilla de encaje del mismo color, un bolso decorado con flores y encaje, un gorro también de encaje y un sombrero de ala ancha elaborado con una ligera arpillera de algodón y ornamentado con terciopelo negro, exhibiendo en la copa varias plumas de avestruz blancas y negras y en un extremo un pequeño ramo de amapolas, pensamientos y lavandas falsas intercaladas con espigas de trigo en alusión al pasado del personaje como florista.: 267 

## Legado

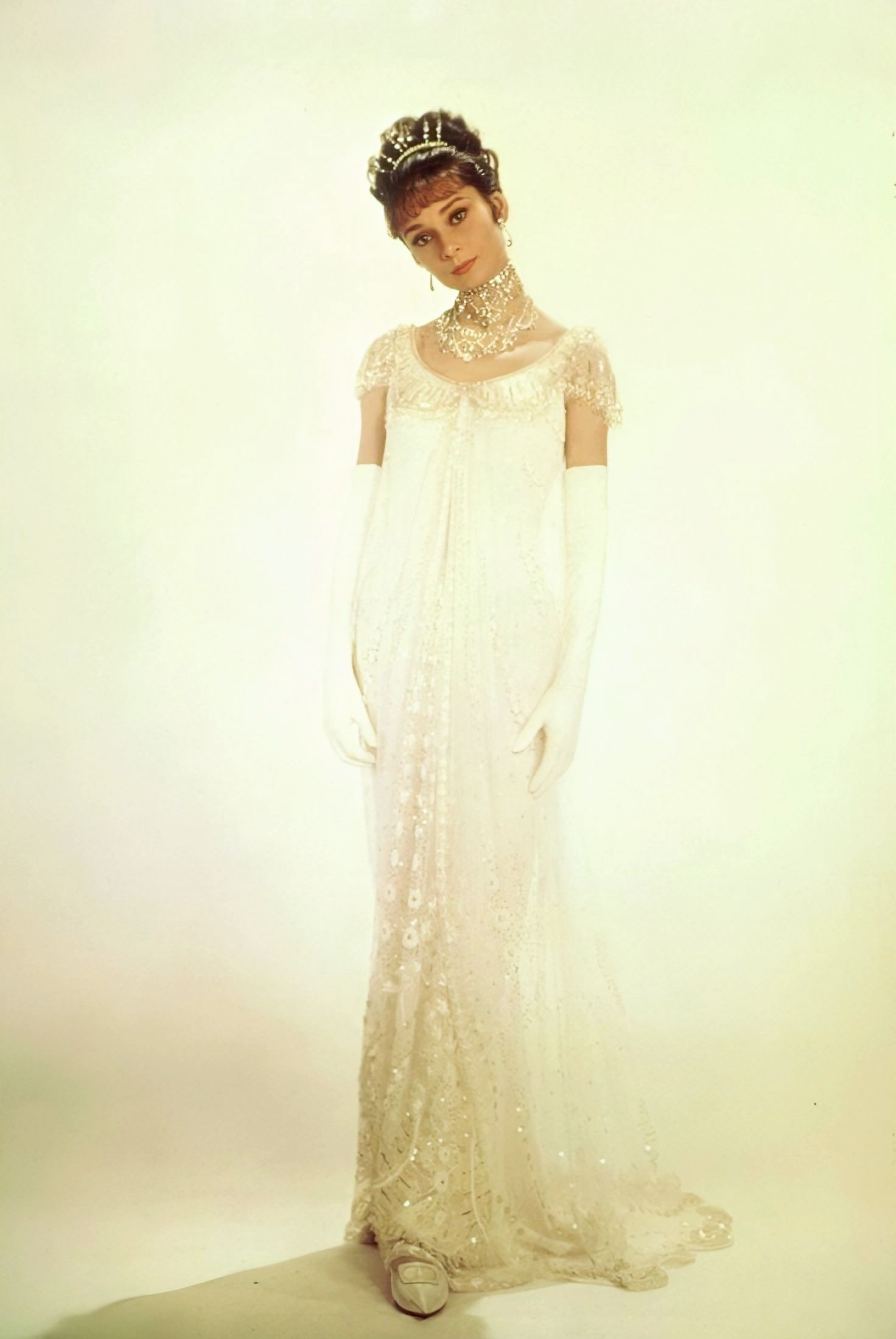
Audrey Hepburn en My Fair Lady (1964). El atuendo de la imagen, mostrado en la escena del baile en la embajada, es el más icónico del filme junto con el vestido Ascot.

Catalogado como la obra maestra de Beaton, quien obtuvo dos Óscar al mejor diseño de vestuario y al mejor diseño de producción por esta película, el traje está considerado como el más famoso del filme junto con el vestido acristalado que Hepburn lució en la escena del baile en la embajada. El atuendo, uno de los más icónicos y valiosos de la historia del cine, ha tenido influencia en el mundo de la realeza; en las carreras de Ascot de 2016 Catalina de Gales lució un vestido de Dolce & Gabbana ligeramente similar al atuendo de la película, mostrando en 2024, durante la ceremonia por el cumpleaños del rey Carlos III, un traje de Jenny Packhman inspirado en el mismo, mientras que su sombrero replicaba con ciertas variantes el que Lady Di llevó en las carreras de 1988. La prenda, replicada por Gene London y referenciada por la actriz Lily Collins en la cuarta temporada de Emily en París (2020), ha tenido a su vez influencia en el mundo de la moda; Ralph Lauren (quien declaró su admiración por Beaton) mostró un vestido similar para su colección primavera/verano de 2008, estela seguida por Jean-Paul Gaultier en su colección primavera/verano de 2009 y por Vera Wang en su colección nupcial de 2010, mientras que L'Wren Scott creó una versión más sencilla que la actriz Nicole Kidman lució en el hipódromo de Flemington (Melbourne) para el Derby Day de 2012, destacando a su vez una réplica fiel del atuendo mostrada en la alfombra roja de Vogue World 2023 por Lila Moss, así como un modelo de Vivienne Westwood perteneciente a su colección Gold Label para ilustrar el cartel de las carreras de Ascot de 2011 con motivo de su 300.º aniversario. La fama del atuendo, reproducido para su exhibición en las carreras de Ascot de 2006 y 2009, ha llevado a su fabricación casera por parte de entusiastas de la película, a la venta de los materiales necesarios para su confección por particulares, y a la creación de réplicas tanto para su venta al público como para su uso en producciones teatrales. En lo que atañe al mundo del coleccionismo, destacan una muñeca de biscuit creada en 1987 por Marilyn Houchen, la comercialización en 1991 de una muñeca de porcelana obra de Patricia Ryan-Brooks por parte de la empresa W. S. George China Company, la venta en 1995 de copias de ganchillo en miniatura diseñadas por Sandra Peach para Paradise Publications, y la reproducción en 1996 por parte de Mattel de una muñeca vestida con el atuendo de Beaton.